# Thermidorský převrat

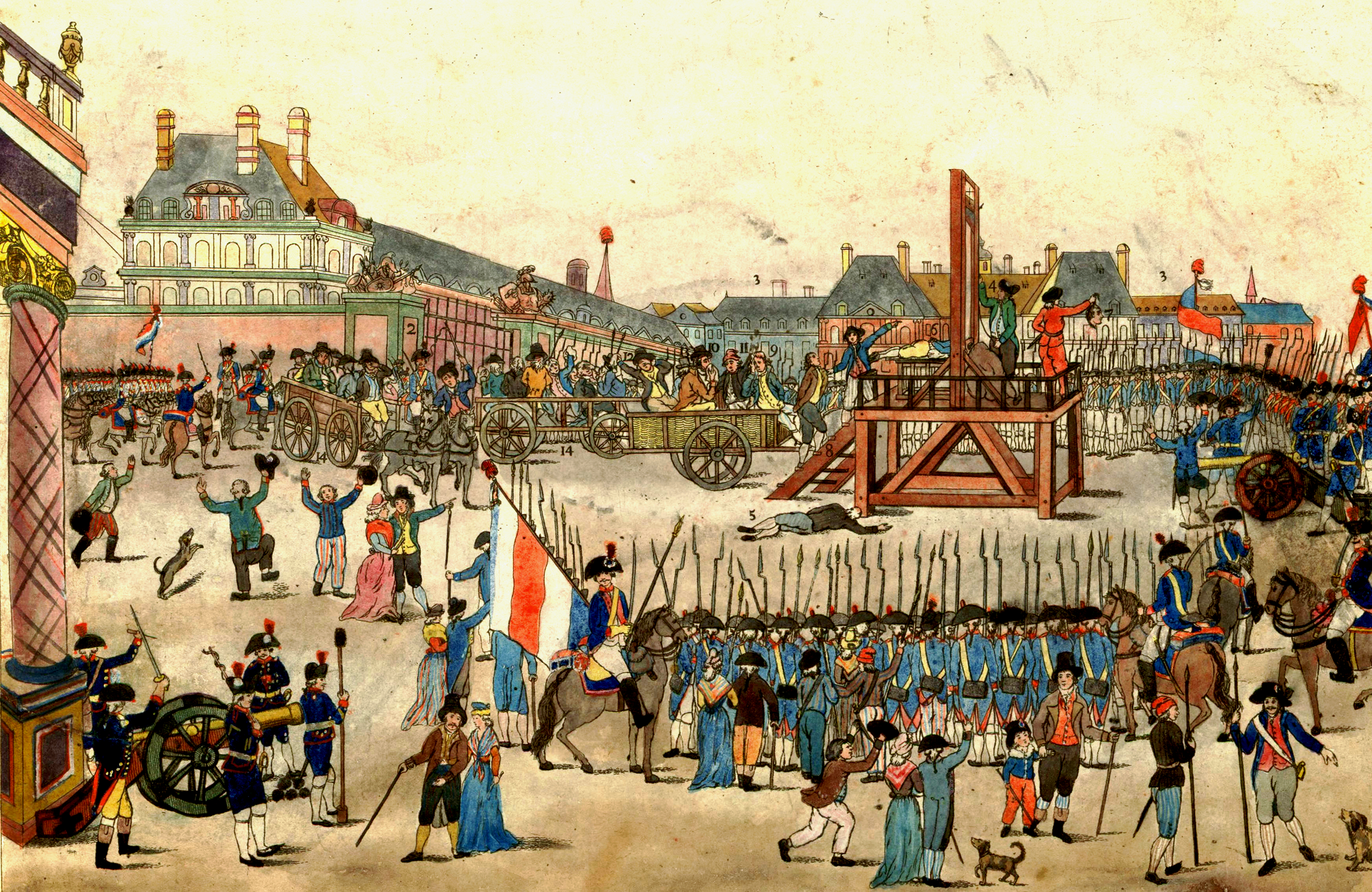
Poprava Robespierrova a ostatních jakobínů na náměstí Revoluce, dnes Place de la Concorde, dílo neznámého autora.

Thermidorský převrat byl státní převrat během Velké francouzské revoluce, který se odehrál podle revolučního kalendáře dne 9. thermidoru roku II (27. července 1794). Vedl k ukončení jakobínské vlády Maximiliena Robespierra a k jeho popravě následujícího dne. Moc po převratu získala velká buržoazie, kterou zastupovalo direktorium a země poté v srpnu 1795 dostala novou ústavu, která měla revoluci ukončit.

## Pozadí
Poté, co vláda jakobínů nebyla schopná na jaře a počátkem léta 1794 řešit ekonomickou krizi, způsobenou řízeným hospodářstvím, začala ztrácet lidovou podporu. Její pozici oslabilo také zavedení kultu Nejvyšší bytosti. V Konventu začala vznikat silná opozice jednak ve středu politického spektra, tzv. Rovina nebo také Bažina, ale také přímo z řad některých jakobínů, kteří se báli trestu, např. za zneužití svých pravomocí (Fouché, Barras). Část Robespierrových odpůrců si přála ukončení teroru a liberálnější podnikání. Proti jakobínskému vůdci se stavěli i příslušníci krajní levice Collot d'Herbois a Billaud-Varenne. Na vládní krizi se podílela i rivalita mezi Výborem pro všeobecnou bezpečnost a Výborem pro veřejné blaho.

## Průběh

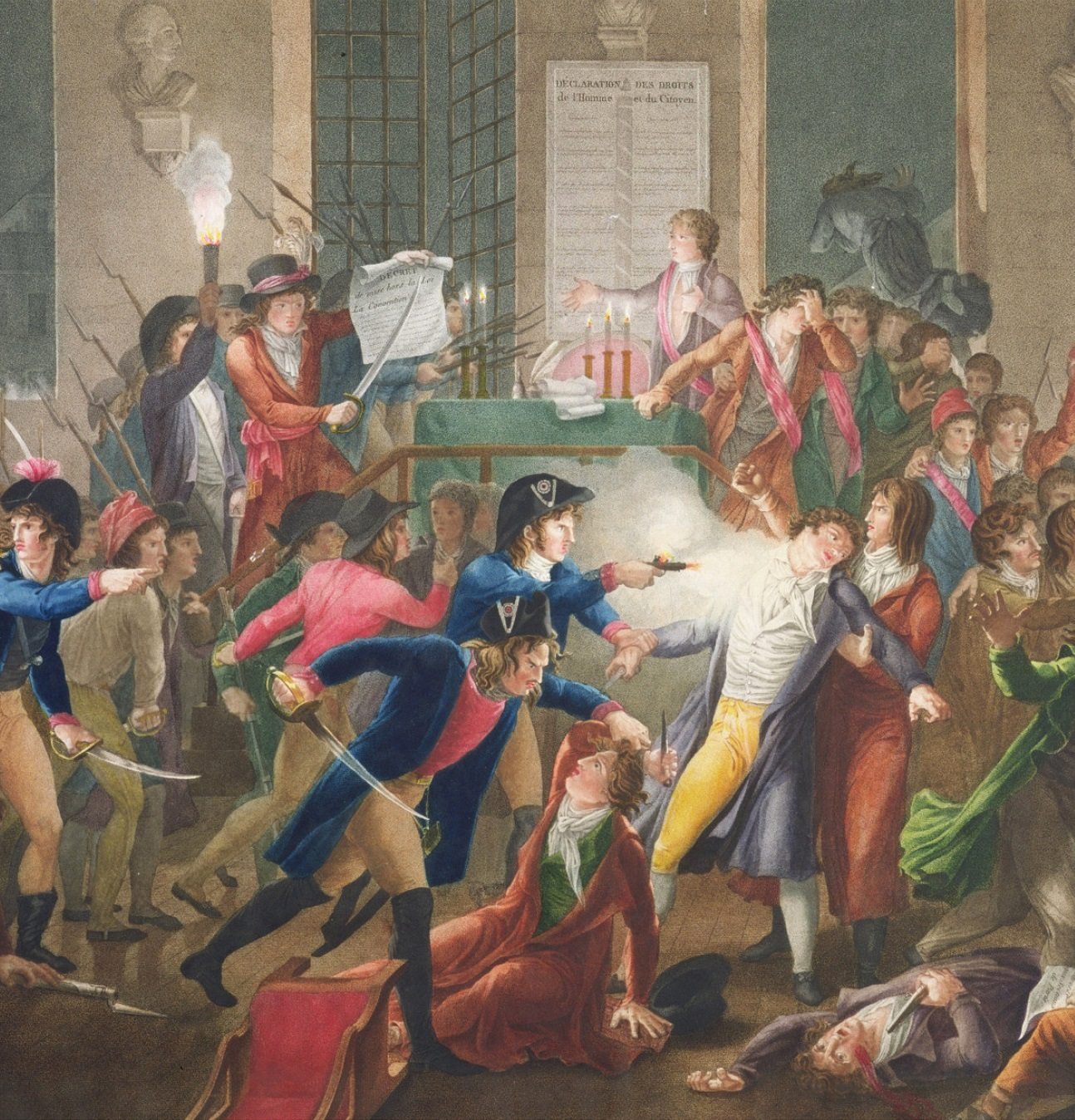
Zatčení Robespierra a jeho druhů na obraze Jeana-Josepha-Françoise Tassaerta

Dne 26. července napadl při projevu v Konventu Robespierre své odpůrce. Ti se rozhodli rychle jednat a začali připravovat odvetu. Následujícího dne během poslanecké schůze začal na tribuně mluvit Robespierrův stoupenec Saint-Just. Byl však přerušen Tallienem. O slovo hned požádal Robespierre, výkřiky poslanců mu však nedovolily promluvit. Ke spiklencům se po určitém váhání přidali politici Bažiny a Robespierre byl se členy své frakce zatčen a uvězněn. Jeho přívrženci ho sice ještě téhož dne osvobodili, ale jen nakrátko. Pařížská radnice, kam se Robespierre se svými věrnými přemístili, byla další den brzy ráno dobyta vojenskými oddíly Konventu pod velením Paula Barrase a Robespierre byl postřelen do obličeje. Téhož dne 28. července, byl Robespierre spolu se svým bratrem Augustinem, Saint-Justem, Couthonem a dalšími 18 stoupenci gilotinován, následujícího dne bylo popraveno dalších 87 Robespierrových přátel a přívrženců, jednalo se o největší masovou popravu gilotinou v historii.

## Následky
Poslanci Konventu, kteří svrhli Robespierra, byli krátkou dobu ještě natolik pohlceni atmosférou teroru, že si nedokázali uvědomit význam svého činu. Jejich hlavní motivací bylo odstranění Robespierra, před kterým si chtěli zachránit život, nešlo jim o ukončení teroru. Postupně však začalo docházet k propouštění politických vězňů a do svých funkcí se také vrátili jakobínskou vládou dříve perzekvovaní girondističtí poslanci.
Jakobíni postupně ztratili svůj vliv, několik členů Výboru veřejného blaha bylo posláno do vyhnanství, představitelé revoluční vlády Fouquier-Tinville, Carrier a jiní skončili na popravišti. Začal tzv. bílý teror, během kterého byli, hlavně na jihu země, lynčováni jakobíni a kupci národních statků. K moci se dostali poslanci středu (Bažiny) spolupracující s girondisty a nyní pokornějšími montagnardy. Podle historika Françoise Fureta museli nyní tito politici, zvaní thermidoriáni, „revoluci zakotvit“ a dát jí zákonný rámec. Jejich společným dílem se tak stala ústava, prostřednictvím které měla být revoluce ukončena. Tato tzv. Ústava z roku III významně omezila volební právo a snažila se rozdělit moc takovým způsobem, aby už nemohlo dojít k jejímu zneužití. Vládu ve Francii převzalo tzv. direktorium, které hájilo zájmy bohatší vrstvy obyvatel, buržoazie.